# Caacupé

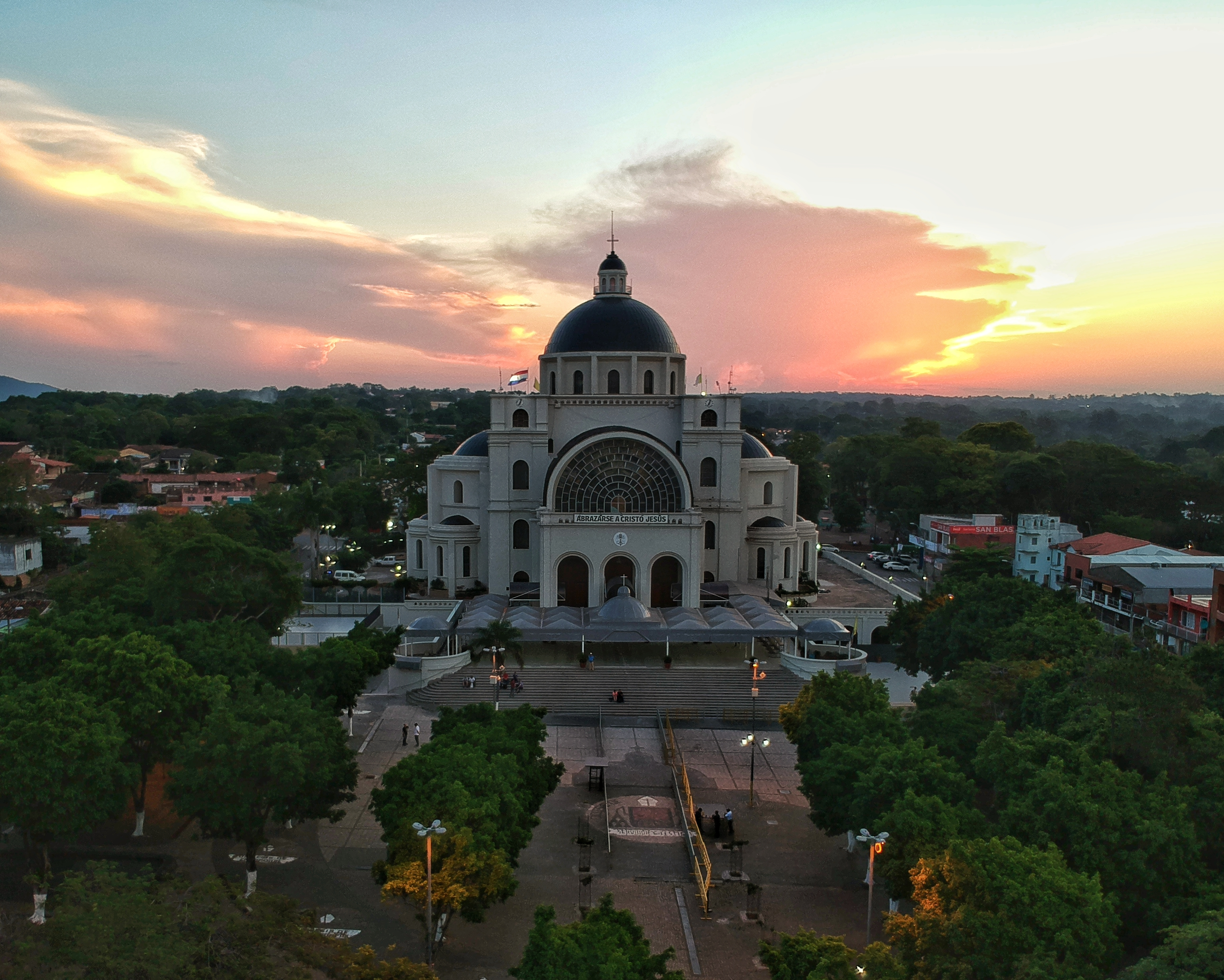
Caacupe buổi chiều tà

Caacupé là một thành phố của Paraguay, được thành lập năm 1770, là thủ đô của khu hành chính Cordillera.
Caacupé được biết chủ yếu là vì lễ hội tôn giáo lớn của nó, được tổ chức hàng năm vào ngày 8 tháng 12 để tôn kính bức tượng nhỏ của Đức Mẹ đồng trinh Kỳ diệu. Bức tượng nhỏ này, được những người cải đạo sùng đạo chạm khắc trong thế kỷ 16, đã được cứu vớt một cách kỳ lạ từ một trận lụt lớn và hàng loạt các điều kỳ diệu đã được quy cho nó. Nó nằm trong một nhà thờ Kitô giáo lớn ở trung tâm thành phố và mỗi năm có trên 300.000 tín đồ sùng đạo hành hương về đây trong dịp lễ hội.
Trong thời gian còn lại của năm thì Caacupé là một thành phố tỉnh lẻ yên tĩnh. Nó có một công viên với nhiều trò giải trí.